# Nagtipunan

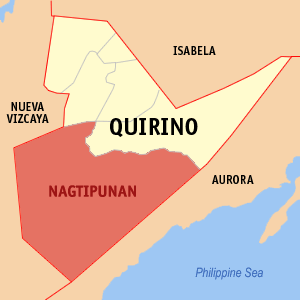
Bản đồ Quirino với vị trí của Nagtipunan

Nagtipunan là một đô thị hạng 5 ở tỉnh Quirino, Philippines. Theo điều tra dân số năm 2000, đô thị này có dân số 17.027 người trong 3.484 hộ.

## Barangay
Nagtipunan được chia thành 16 barangay.
| - Anak - Dipantan - Dissimungal - Guino (Giayan) - La Conwap (Guingin) - Landingan - Mataddi - Matmad | - Old Gumiad - Ponggo - San Dionisio II - San Pugo - San Ramos - Sangbay - Wasid - Asaklat |